# Heinrich von Brentano
Heinrich Joseph Maximilian Johann Maria von Brentano di Tremezzo (Offenbach del Meno, 20 de junio de 1904-Darmstadt, 14 de noviembre de 1964) fue un político alemán de la Unión Demócrata Cristiana (CDU). Fue Ministro de Asuntos Exteriores entre 1955 y 1961.

## Biografía

### Primeros años
Fue el hijo más joven de Otto von Brentano di Tremezzo, que era miembro del Partido del Centro de la Asamblea Nacional de Weimar, y Lilla Schwerdt (1863-1948). Después de graduarse en 1922 en el Gymnasium en Darmstadt, de 1922 a 1925 estudió Derecho en Múnich, Fráncfort del Meno y Gießen.

### Carrera
Ingresó a la política en 1945, siendo miembro fundador de la CDU en Hesse en 1945. Luego, fue presidente del comité de organización nacional de la coalición de la Unión Demócrata Cristiana y la Unión Social Cristiana (CDU/CSU). Fue miembro del consejo parlamentario que redactó la Ley Fundamental para la República Federal de Alemania.
En agosto de 1949 fue elegido al Bundestag, la cámara baja del parlamento federal. Desde ese año hasta 1955 y luego entre 1961 a 1964 fue el líder parlamentario de su partido. Entre 1952 y 1953 fue presidente del comité de seis naciones del Plan Schuman (Alemania, Bélgica, Francia, Italia, Luxemburgo y los Países Bajos),[cita requerida] encargado de redactar una constitución para una futura comunidad europea de carácter político.
El canciller Konrad Adenauer lo nombró ministro de Asuntos Exteriores en junio de 1955. En el cargo, siguió una política de cooperación con Francia y una política anticomunista, oponiéndose a la Unión Soviética.

### Vida personal
Permaneció soltero de por vida, existiendo rumores de que era homosexual. Vivió con su madre, hasta el fallecimiento de ella en 1948.

## Distinciones
- Gran Condecoración de Honor en oro con fajín de la Orden al Mérito de la República de Austria (1955)[7]